# Минихаха (Вашингтон)
Минихаха (енгл. Minnehaha) насељено је место без административног статуса у америчкој савезној држави Вашингтон.

## Демографија
По попису из 2010. године број становника је 9.771, што је 2.082 (27,1%) становника више него 2000. године.
| Група             | 2000.         | 2010.         |
| Белци             | 6.652 (86,5%) | 7.855 (80,4%) |
| Афроамериканци    | 169 (2,2%)    | 284 (2,9%)    |
| Азијати           | 216 (2,8%)    | 491 (5,0%)    |
| Хиспаноамериканци | 315 (4,1%)    | 772 (7,9%)    |
| Укупно            | 7.689         | 9.771         |